# Masato Kato
Masato Kato (加藤正人, Katō Masato), né le 28 mars 1963, est un réalisateur et scénariste de jeux vidéo. Il a notamment écrit les scénarios de Chrono Trigger (à partir d'une idée originale de Yuji Horii), Radical Dreamers, Chrono Cross, Final Fantasy XI et ses extensions, Baten Kaitos, Children of Mana et Dawn of Mana. Il a également écrit une partie des scripts de Final Fantasy VII et Xenogears.

## Ludographie principale
Masato Kato est le scénariste des jeux suivants :
- Ninja Gaiden II: The Dark Sword of Chaos (1990) ;
- Princess Maker 2 (1993) ;
- Chrono Trigger (1995) ;
- Radical Dreamers (1996), également réalisateur ;
- Final Fantasy VII (1997) ;
- Xenogears (1998) ;
- Chrono Cross (1999), également réalisateur ;
- Final Fantasy XI (2002) ;
- Final Fantasy XI: Rise of the Zilart (2003) ;
- Baten Kaitos : Les Ailes éternelles et l'Océan perdu (2003) ;
- Children of Mana (2006) ;
- Deep Labyrinth (2006) ;
- Dawn of Mana (2006) ;
- Heroes of Mana (2007).
- Another Eden (2017).